# Manfred Flotho

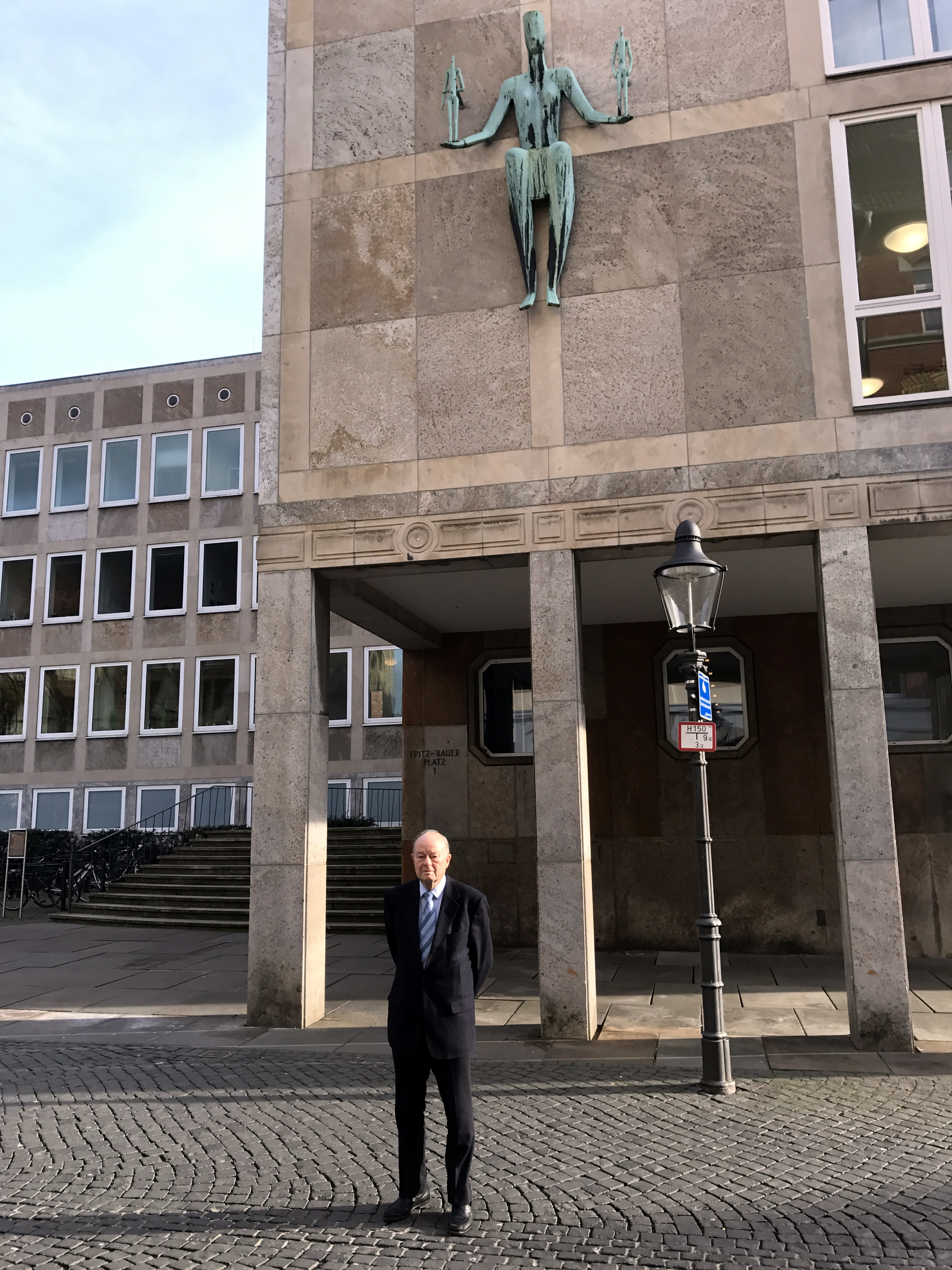
Manfred Flotho vor dem Landgericht Braunschweig. Über ihm Justitia, 1956 von Bodo Kampmann geschaffen.

Manfred Flotho (* 28. August 1936 in Schladen; † 21. August 2021 in Wolfenbüttel) war ein deutscher Jurist und Richter. Er war von 1990 bis 2001 Präsident des Oberlandesgerichts Braunschweig.

## Leben
Flotho besuchte die Volksschule in Schladen und anschließend die Große Schule in Wolfenbüttel und das Ratsgymnasium in Goslar bis zum Abitur. Nachdem er von 1956 bis 1960 Rechtswissenschaften in Göttingen studiert hatte, absolvierte er die Referendarzeit im Bezirk des Oberlandesgerichts Braunschweig bis zur zweiten Staatsprüfung im November 1964.
Im Januar 1965 begann Flotho seine richterliche Laufbahn als Gerichtsassessor im Oberlandesgerichtsbezirk Braunschweig, bevor er 1968 zum Amtsgerichtsrat am Amtsgericht Braunschweig ernannt wurde und schon 1969 zum Amtsgericht Wolfenbüttel wechselte. 1976 wurde Flotho zum Vorsitzenden Richter am Landgericht Braunschweig befördert, wo er 1977 den Vorsitz im Schwurgericht übernahm. 1978 führte er den spektakulären Indizienprozess gegen Ferenc Sos, der wegen Mordes an der fünfköpfigen Familie eines Braunschweiger Bankdirektors verurteilt wurde.
1980 in das Niedersächsische Justizministerium berufen, wurde Flotho dort als Haushaltsreferent und ab 1986 als Ministerialdirigent als Leiter der Abteilung für Personal, Organisation und Haushalt tätig.
Am 1. Februar 1990 wurde Flotho zum Präsidenten des Oberlandesgerichts Braunschweig ernannt und übernahm auch das Amt des Präsidenten des Landesjustizprüfungsamtes. Nach der Wiedervereinigung förderte er als Oberlandesgerichtspräsident die Hilfe für den Neuaufbau der Justiz in Sachsen-Anhalt und die schon 1999 vom Justizministerium initiierte Justizpartnerschaft zwischen Braunschweig und Breslau. Mit großem Engagement und mit Erfolg setzte sich Flotho für die Erweiterung des Oberlandesgerichtsbezirks Braunschweig ein, die er als Sicherung des Bestands des Oberlandesgerichts verstand; zum 1. Januar 1998 gelang die Eingliederung des bis dahin zum Oberlandesgerichtsbezirk Celle gehörenden Landgerichtsbezirks Göttingen. Flotho trat am 31. August 2001 in den Ruhestand und übergab sein Amt an Edgar Isermann.
Flotho übte zahlreiche Ehrenämter aus. Viele Jahre war er Vorsitzender des Präsidialrats der ordentlichen Gerichtsbarkeit in Niedersachsen und seit 1992 auch Präsident des Verfassungs- und Verwaltungsgerichts der Vereinigten Evangelisch-Lutherischen Kirche Deutschlands. Große Verdienste erwarb er sich um die Gesellschaft der Freunde der Herzog August Bibliothek Wolfenbüttel e. V., der er von 2001 bis 2015 als Präsident vorstand.
Er lebte in Wolfenbüttel, war verheiratet und hatte zwei Kinder.